# Engstligenfälle

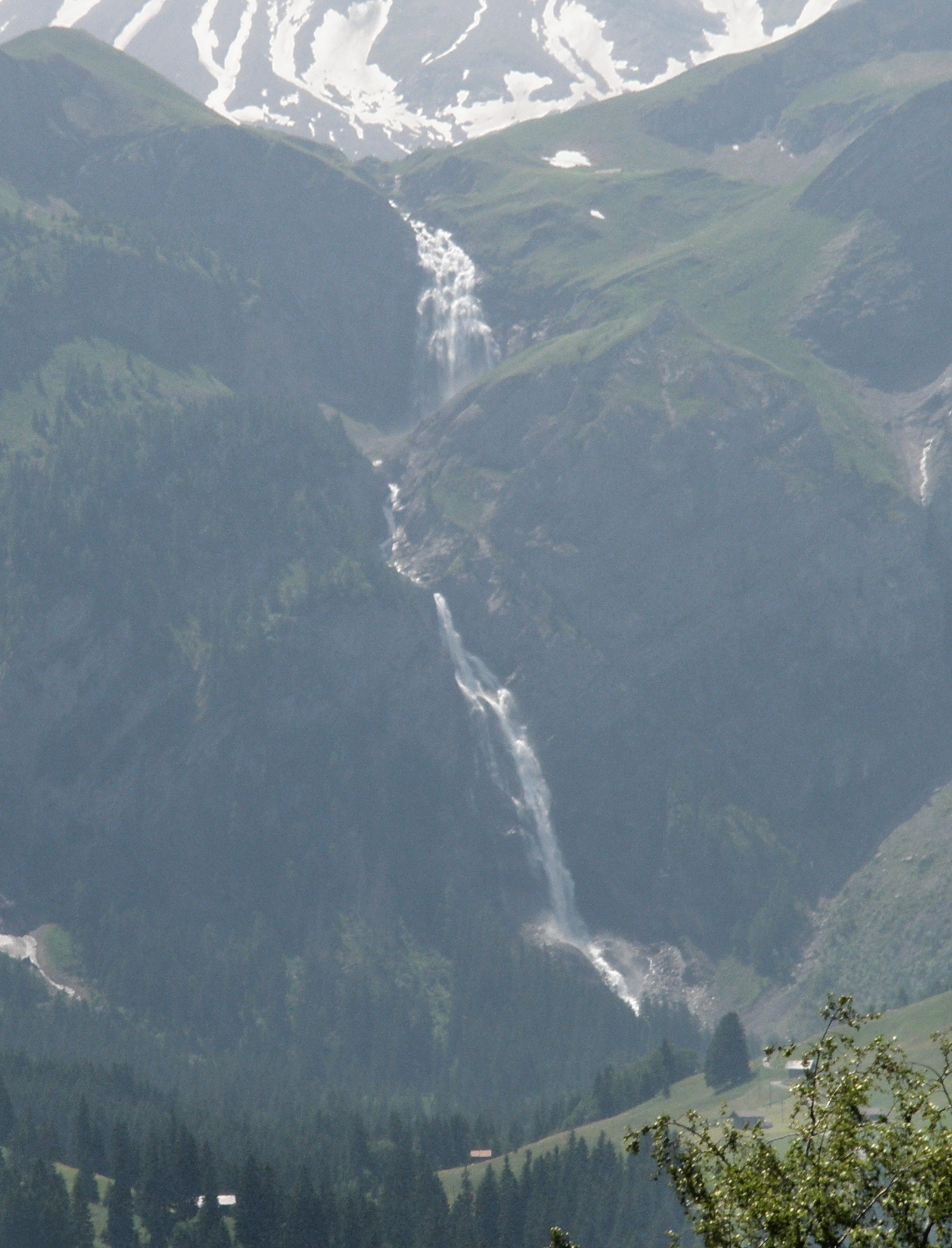
Engstligenfälle gesehen von Adelboden

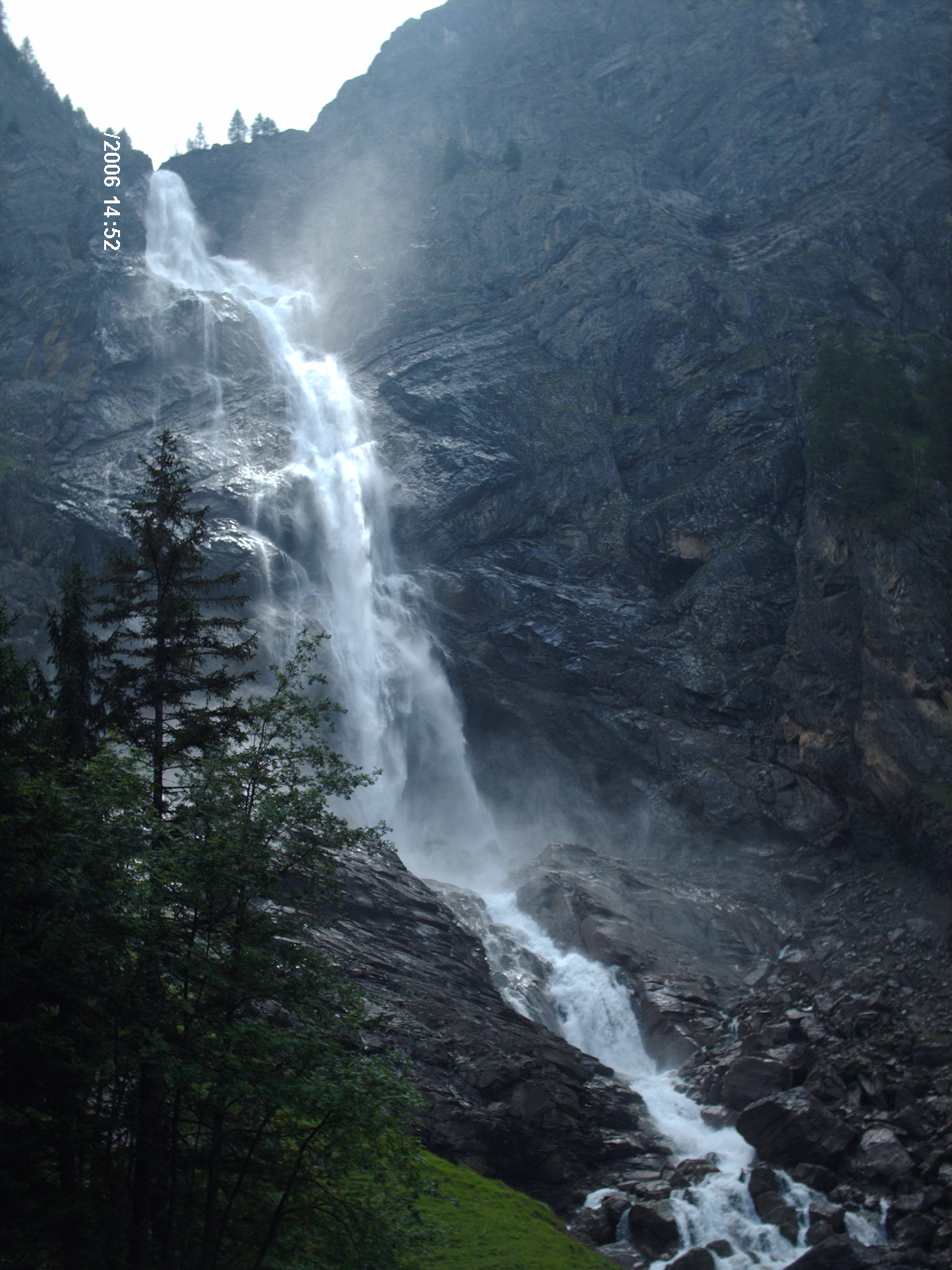
Unterer Engstligenfall

Die Engstligenfälle (Berndeutsch Entschligefäll) südlich von Adelboden im Berner Oberland gehören zu den höchsten Wasserfällen der Schweiz und sind im Bundesinventar der Landschaften und Naturdenkmäler von nationaler Bedeutung aufgenommen.
Die zahlreichen Bergbäche der Engstligenalp sammeln sich an deren nördlichem Ausgang und stürzen in zwei Stufen von insgesamt 370 Metern über eine Talstufe ins Engstligental, wo sie die Engstlige bilden. Die Engstligenfälle gehören zu den wasserreichsten Wasserfällen der Alpen und mit jährlich um 250'000 Besuchen zu den – nach dem Rheinfall – meistbesuchten Wasserfällen der Schweiz.
Der obere Fall lässt sich von der Seilbahn aus teilweise sehen und vollständig vom Saumpfad aus, der durch die Felswand führt. Der untere Fall ist von der unteren Seilbahnstation aus auf einem bequemen Bergweg zugänglich.
Im Frühsommer findet auf dem Saumpfad ein besonders spektakulärer Alpaufzug statt mit mehr als 400 Kühen und Rindern.
Seit 2008 gibt es auf der Westseite des unteren Engstligenfalls einen Klettersteig. Im Winter ist der Wasserfall ein Ziel für Eiskletterer.